# San José Pinula
San José Pinula es un municipio del Departamento de Guatemala a ubicado a 22 kilómetros de la capital. Se constituyó como municipio el 1 de octubre de 1886 y su nombre significa «Tierra del Pinol». Actualmente el municipio forma parte de las 20 ciudades más importantes de Guatemala.
Fue fundado por el expresidente Manuel Lisandro Barillas. Limita al norte con los municipios de Palencia y Guatemala, al sur con el municipio de Santa Rosa de Lima, del departamento de Santa Rosa, al este con Mataquescuintla, departamento de Jalapa y al oeste con los municipios de Santa Catarina Pinula y Fraijanes.

## Toponimia
La etimología del nombre del municipio se deriva de la de Santa Catarina Pinula y según expresa Francisco Antonio de Fuentes y Guzmán en su libro Recordación Florida se debe a:
- Santa Catarina: en honor a su patrona titular; se cree que fue el padre Juan Godinez, O.P. quién habría influido para ponerle el nombre de Santa Catarina al pueblo de Pankaj o Pinola en honor a Santa Catalina Mártir de Alejandría.
- Pinula: del pipil «Harina de Agua» («Pinul»: Harina de Pinole y «Ha»: Agua).[5]

Esto muy bien podría relacionarse con el pinole, una bebida muy conocida entre los pueblos mexicanos de los que eran los soldados que acompañaban a las fuerzas de Alvarado.
Otra versión del origen del nombre indica que este proviene de la lengua indiana «Pancac», cuyo significado etimológico es: «Pan» que significa «dentro o entre», y «Cac» que tiene 3 significados, el primero, «fuego», el segundo «nigua» y el tercero «guayaba». Se puede suponer que el significado que corresponde es «Entre guayabas».[cita requerida]

## Demografía
La población del municipio era de 51.023 habitantes para el 2002, con porcentajes similares entre hombres y mujeres, con una densidad poblacional de 139 habitantes por kilómetro cuadrado. En el mismo censo se detectó que un 33.5% de personas habitan el área rural y un 66% el área urbana, de esta población un 3.8% es indígena, la mayor parte kaqchiquel. En el censo realizado en 2018 se determinó que la población del municipio era de 86.974 habitantes y de acuerdo a las proyecciones realizadas por el Instituto Nacional de Estadística se espera que la población para el año 2022 sea de 89.636 habitantes aproximadamente.

## Geografía física

### Ubicación geográfica
El municipio se encuentra situado en la parte este del departamento de Guatemala, en la región metropolitana.Se encuentra ubicado a una altitud de 1752 m s. n. m. (metros sobre el nivel del mar). La cabecera municipal es el poblado de San José Pinula, que se encuentra a veintiún kilómetros de la Ciudad de Guatemala.
Este municipio cuenta con veinte aldeas y seis caseríos.
| División | Listado |
| -------- | --- |
| Aldeas   | 1. Santa Inés Pinula 2. Ciénega Grande 3. El Platanar 4. Las Anonas 5. El Pino 6. San Luis 7. Santa Rita 8. Contreras 9. Concepción Pinula 10. El Sombrerito 11. La Primavera 12. El Zapote 13. El Colorado I 14. El Colorado II 15. Joya de los Cedros 16. El Socorro/San Shin 17. El Carmen 18. Río Frío 19. Cruz Alta 20. Las Nubes |
| Caseríos | 1. El Cedrito 2. El Tablón 3. Las Flores 4. Los Laureles 5. Letran 6. Puerta Negra |

| | Norte: Palencia (Guatemala), municipio del departamento de Guatemala |                                                         |
| Oeste: Fraijanes, Santa Catarina Pinula y Ciudad de Guatemala, municipio del departamento de Guatemala |                                                                      | Este: Mataquescuintla, municipio del Jalapa (Guatemala) |
| | Sur: Santa Rosas de Lima, municipio del departamento de Santa Rosa   |                                                         |

## Gobierno municipal
El gobierno de los municipios de Guatemala está a cargo de un Concejo Municipal, de conformidad con el artículo 254 de la Constitución Política de la República de Guatemala, que establece que «el gobierno municipal será ejercido por un consejo municipal». A su vez, el código municipal —que tiene carácter de ley ordinaria y contiene disposiciones que se aplican a todos los municipios de Guatemala— establece en su artículo 9 que «el consejo municipal es el órgano colegiado superior de deliberación y de decisión de los asuntos municipales… y tiene su sede en la circunscripción de la cabecera municipal». Por último, el artículo 33 del mencionado código establece que al «gobierno del municipio [le] corresponde con exclusividad al consejo municipal el ejercicio del gobierno del municipio».
El consejo municipal se integra de conformidad con lo que establece la Constitución en su artículo 254, es decir «por un consejo el cual se integra con el alcalde, los síndicos y concejales, electos directamente por sufragio universal y secreto para un periodo de cuatro años, pudiendo ser reelectos». Al respecto, el código municipal en el artículo 9 establece «que se integra por el alcalde, los síndicos y los concejales, todos electos directa y popularmente en cada municipio de conformidad con la ley de la materia».

## Historia

### Tras la independencia de Centroamérica
Luego de la Independencia de Centroamérica en 1821, la constitución del Estado de Guatemala promulgada el 11 de octubre de 1825 estableció los circuitos para la administración de justicia en el territorio del Estado; allí se menciona que Pinula pertenecía al circuito Sur-Guatemala junto con los barrio de las parroquias de Santo Domingo y de Los Remedios, y los poblados de San Pedro Las Huertas, Ciudad Vieja, Guadalupe, los Petapas, Arrazola, Mixco, Villa Nueva y Amatitlán.
Ahora bien, el municipio de San José Pinula propiamente dicho fue creado por acuerdo gubernativo del presidente Manuel Lizandro Barillas el 1 de octubre de 1886, separándose de Santa Catarina Pinula; de hecho, en aquel entonces San José Pinula era conocido como «Hacienda Vieja», que fue declarado pueblo el 18 de junio de 1851. 

### Formación del municipio de Fraijanes
El 18 de mayo de 1892 se dispuso la formación de un censo general de la República, por lo que en fechas posteriores se realizó un trabajo para compilar la demarcación política de Guatemala.   Fraijanes era parte del departamento de Amatitlán, pero por entonces solamente tenía la categoría de aldea, y formaba parte del municipio de San Miguel Petapa, del departamento de Amatitlán.
Segúl censo de 1892, los caseríos Los Verdes y Puerta del Señor y las aldeas El Cerrito y Rabanales eran parte del municipio de San Miguel Petapa, mientras que Lo de Diéguez, Canchón, Pavón y Arrazola pertenecían al municipio de Santa Catarina Pinula.
Mediante acuerdo gubernativo del 4 de mayo de 1912, el gobierno del licenciado Manuel Estrada Cabrera segregó a la aldea Fraijanes del municipio de San Miguel Petapa y la anexó al municipio Pueblo Viejo, junto con las aldeas de Canchón y Los Verdes.  El 23 de septiembre de 1915 los aduladores del presidente Estrada Cabrera le cambiaron el nombre a Pueblo Viejo, por el de San Joaquín Villa Canales, en honor a la difunta madre del presidente, Joaquina Cabrera, algo que era muy común durante los veintidós años del gobierno del licenciado Estrada Cabrera. Hasta que Estrada Cabrera estuvo preso luego de su derrocamiento, el presidente Carlos Herrera y Luna emitió un acuerdo gubernativo, con fecha del 3 de mayo de 1920, que ordenó suprimir los nombres del dictador y de sus familiares de cualquier lugar que los tuvieran; así, San Joaquín Villa Canales pasó a llamarse sencillamente Villa Canales.
La aldea de Fraijanes fue elevada a la categoría de municipio el 12 de julio de 1924, por acuerdo gubernativo del presidente general José María Orellana.  Dicho en su parte considerativa establecía: «Con vista a la solicitud presentada por los habitantes de Fraijanes, departamento de Amatitlán, relativa a que se erija en municipio a la mencionada aldea, y apareciendo de la información seguida al efecto, que son justos y atendibles los motivos en que la fundan ...]».  Asimismo, se estableció que el distrito jurisdiccional del nuevo municipio estaría formado : «[...] de las aldeas y haciendas de: El Cerrito, Los Verdes, Bella Vista, Rabanales, Los Guajes, La Joya, Lo de Diéguez, Canchón, Rincón Cruces, Graciela, Santa Isabel, El Faro, La Esperanza, Las Brisas, San Antonio, Arrazola, Las Delicias, Colombia, San Gregorio, San Andrés, Santa Margarita, El Porvenir, El Retiro y Cerro Dolores [...]. De hecho, gran parte de los territorios del nuevo municipio tuvieron que ser segregados de los municipios de Villa Canales, Santa Catarina Pinula y San José Pinula.
El 23 de abril de 1925 Fraijanes fue segregado del departamento de Amatitlán para pasar a formar parte de la jurisdicción del departamento de Guatemala.

## Economía
1. Ganado vacuno
2. Ganado porcino
3. Ganado ovino
4. Ganado caballar
5. Granjas aviales
6. Hortalizas

## Galería

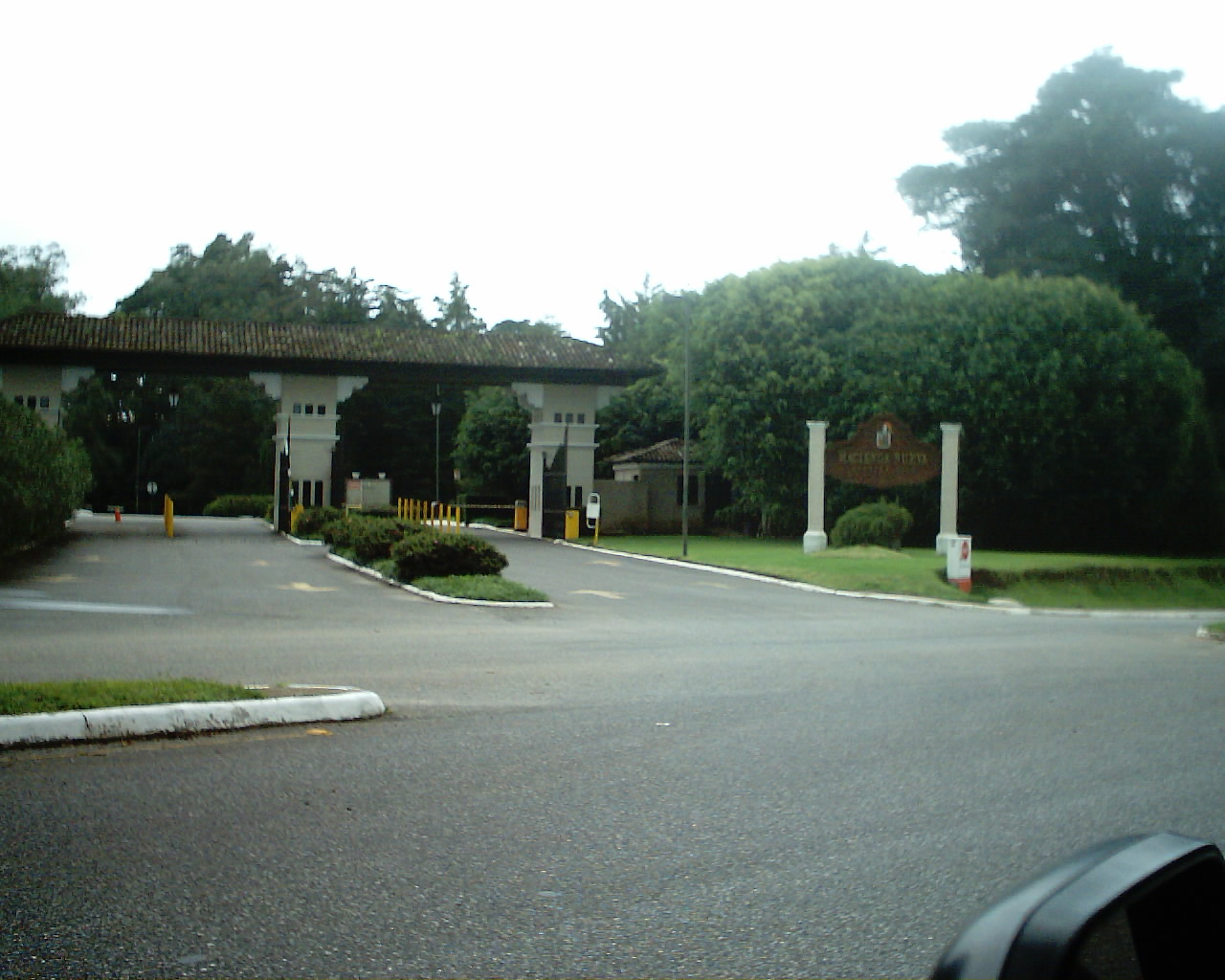
Campo de Golf Hacienda Nueva
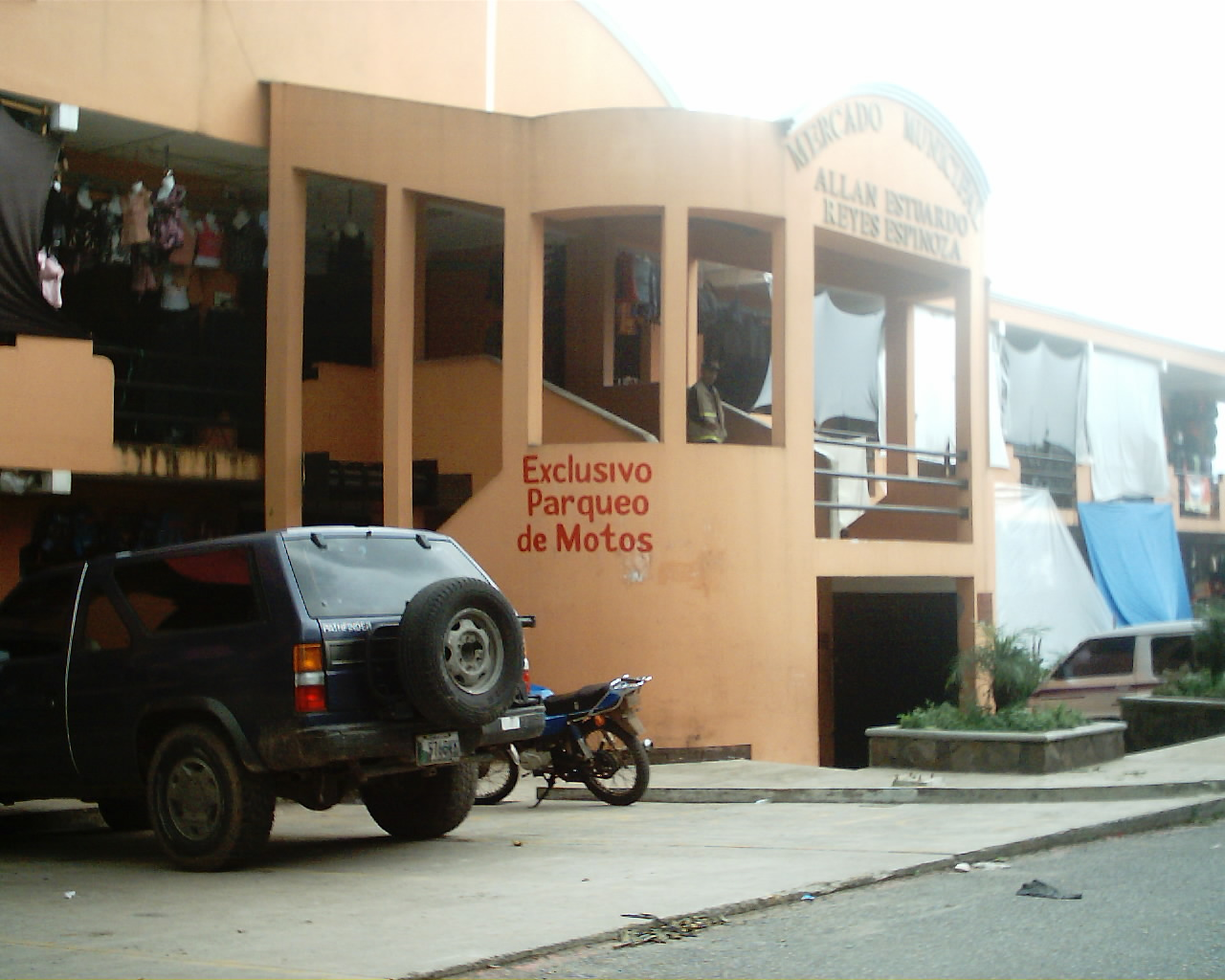
Entrada al mercado
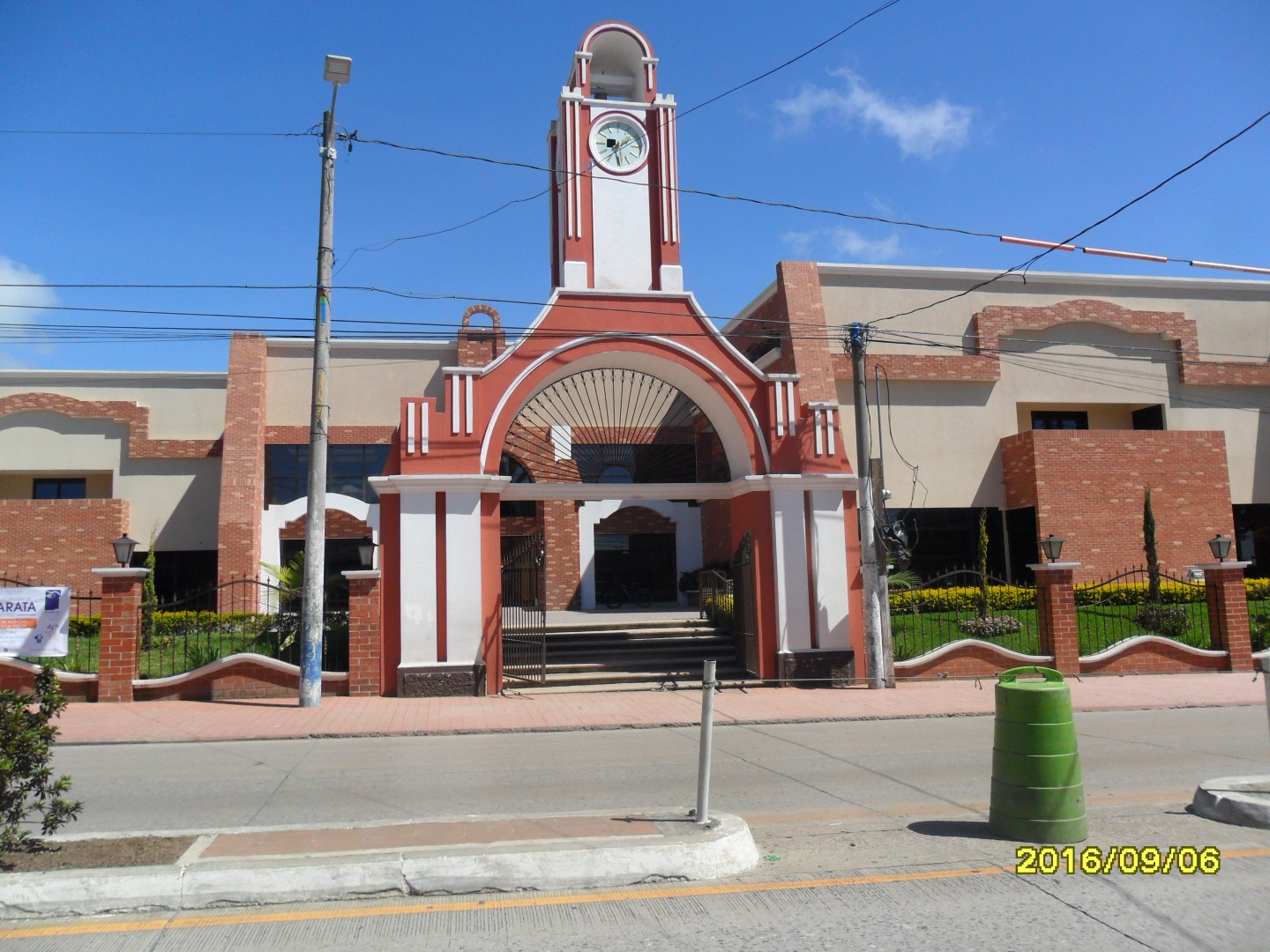
Edificio Municipal
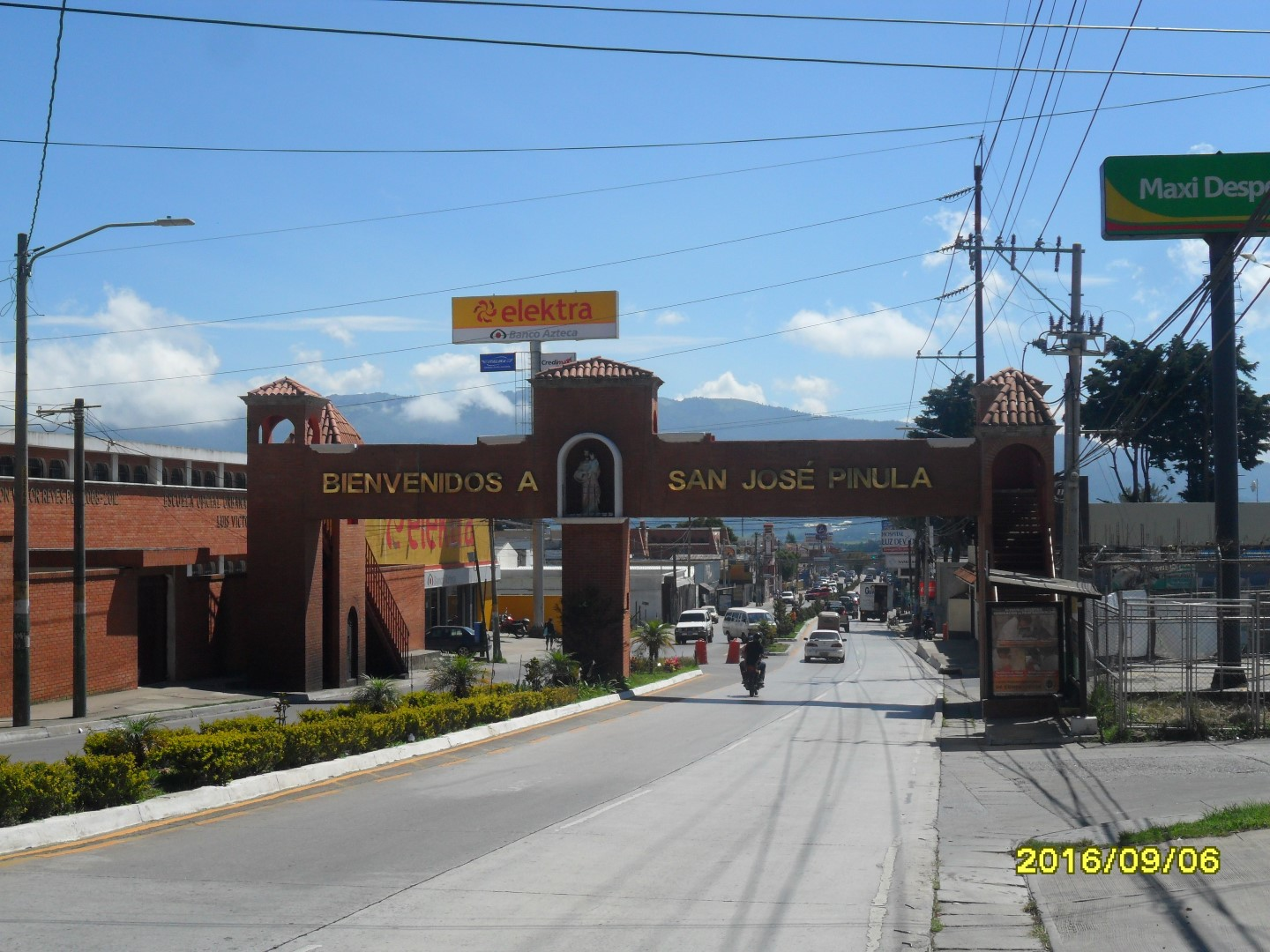
Entrada principal
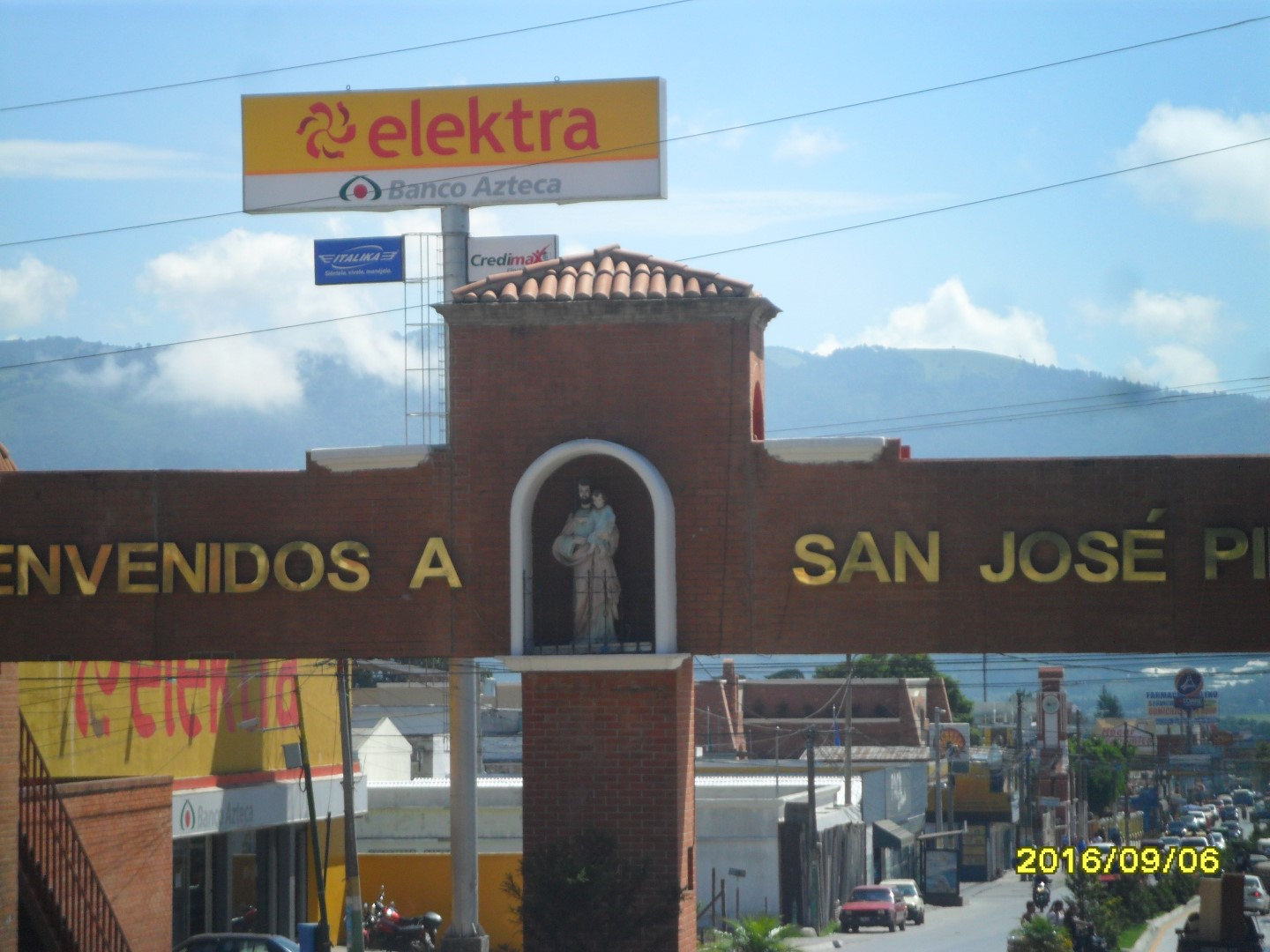
￼Entrada Principal